# Гусь (персонаж)
Гусь — популярний персонаж інтернет-коміксу та мем, авторкою якого є художниця-ілюстраторка Надія Кушнір. 

## Історія
Сторінка «Гусь» у соціальній мережі Facebook з'явилася 13 жовтня 2016 року і він почав швидко набирати популярність в інтернеті. Про свої симпатії до персонажу повідомили деякі українські митці та блогери, зокрема Саша Кольцова, Отар Довженко, Володимир Бєглов та інші. Також він посідав перше місце в рейтингу українськомовних гумористичних пабліків у Фейсбуці.
Згодом персонаж з'явився у продуктах за межами Інтернету, зокрема почали продаватися футболки із його зображенням. У травні 2017 року на фестивалі Книжковий арсенал була презентована книжка Надії Кушнір (під псевдонімом Надьожна) «Як Гусь свою любов шукав», а у вересні на Форумі видавців у Львові — книжка «Гусь від А до Я».
В липні 2017 року про випуск кредитних карток із зображеннями Гуся оголосив ПриватБанк.
27 серпня 2017 року авторка написала у мережі Facebook, що їй погрожують і через це вона почала менше малювати про Гуся (але згодом видалила допис).
В листопаді 2017 року Надія Кушнір зареєструвала «Гуся» як торгову марку. В грудні відбувся конфлікт через плагіат іншим інтернет-користувачем «Гуся».
В лютому 2018 року «Гусь» став героєм соціальної реклами гуманістичної ініціативи UAnimals. У серії ілюстрацій персонаж виступив проти експлуатації тварин в цирках і дельфінаріях, вбивства на полюванні та носіння натурального хутра.
З червня 2018 року в київському метрополітені з'явилася соціальна реклама, на якій «Гусь» нагадує пасажирам про правила поведінки.